# Emeryk August Hutten-Czapski

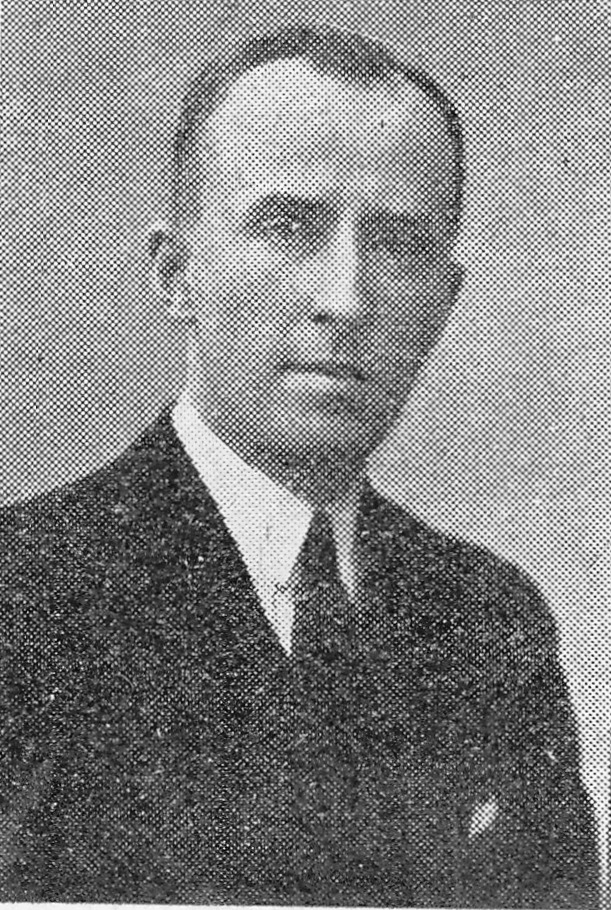
Emeryk Czapski w 1935

Emeryk August Wojciech Hutten-Czapski herbu Leliwa (ur. 21 sierpnia 1897 w Stańkawie k. Mińska Litewskiego, zm. 31 stycznia 1979 w Rzymie) – polski hrabia i polityk, dyplomata i wojskowy, baliw polskiej prowincji Zakonu Maltańskiego.

## Życiorys

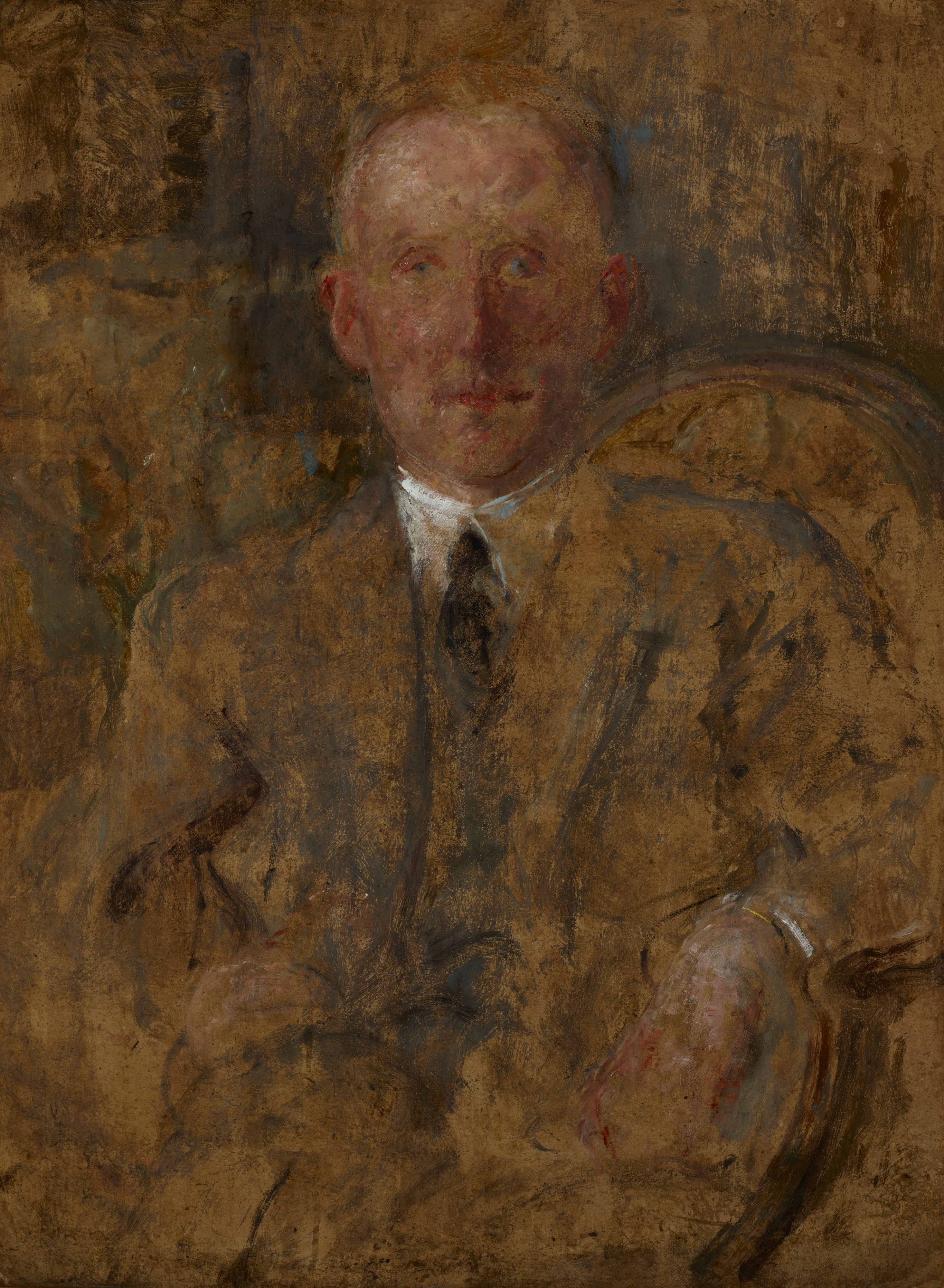
Olga Boznańska, Portret Emeryka Hutten-Czapskiego, 1930, Muzeum Narodowe w Krakowie

Emeryk August był synem ziemianina z Mińszczyzny, prezydenta miasta Mińska Litewskiego, Karola Czapskiego i Marii Leontyny z Pusłowskich. Był wnukiem kolekcjonera Emeryka Hutten-Czapskiego, kuzynem Józefa i Marii Czapskich. W wieku lat siedmiu utracił ojca. Nauki pobierał w internacie benedyktynów w Ettal w Bawarii i na wydziale prawa uniwersytetu w Petersburgu. W czasie wojny bolszewickiej lat 1919–1921 pracował w Misji Żywnościowej im. Hoovera, potem jako delegat Zarządu Terenów Przyfrontowych i Etapowych przy Dowództwie 4 Armii generała Skierskiego. Traktat ryski (1921) przyniósł utratę większości rodzinnych majątków, które znalazły się na terenie sowieckiej Białorusi i Czapski (w 1922 adoptowany przez bezdzietnego Bogdana Czapskiego) wstąpił do polskiej służby państwowej, działając także w prywatnych organizacjach, m.in. jako:
Okres II Rzeczypospolitej
- starosta w Stołpcach (1921–1923),
- prezes Powiatowego Związku Ziemian pow. słonimskiego (1925–1931),
- radca Wileńskiej Izby Rolniczej (1933–1939),
- poseł z województwa nowogródzkiego na Sejm III i IV kadencji (wybierany w wyborach w 1930 i 1935), gdzie pracował w komisjach budżetowej, oświatowej i spraw zagranicznych i jako prezes sejmowo-senackiej komisji leśnej (podczas III kadencji reprezentował Bezpartyjny Blok Współpracy z Rządem, a podczas IV kadencji początkowo Koło Rolników Sejmu i Senatu, a od 1937 Koło Emigracyjno-Kolonialne).

Druga wojna światowa

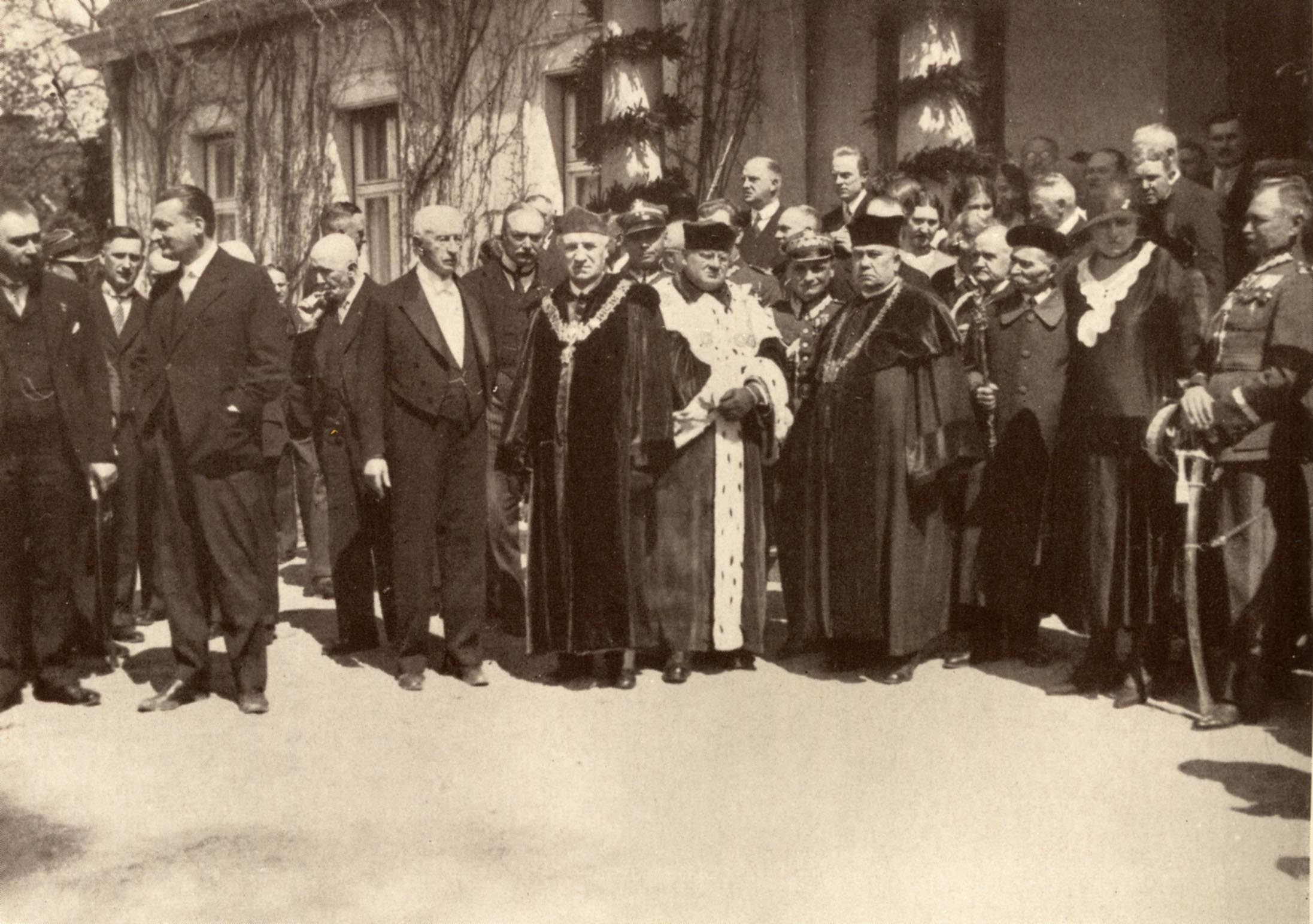
80. urodziny Bogdana Czapskiego w 1931, E.A. Czapski 2. od lewej

- delegat PCK we Francji (1939–1940),
- delegat Dyrektora Biur Polskich (rodzaj ambasady) w Afryce Północnej (1941–1943),
- konsul generalny RP w Afryce Północnej (1943),
- kierownik Wydziału Uchodźczego w emigracyjnym MSZ w Londynie (1944),
- doradca polityczny w randze podpułkownika w Polskiej Misji Wojskowej przy Naczelnym Dowództwie Alianckich Sił Ekspedycyjnych. Jako taki przekroczył Ren wraz z 1 Dywizją Pancerną gen. Stanisława Maczka, i odkrył w Norymberdze skradziony przez hitlerowców ołtarz Wita Stwosza z Krakowa.

Na emigracji
- referent Rządu RP na wygnaniu w sprawach polskich więźniów obozów KZ Oberlangen, Mauthausen, Gusen i Dachau,
- przedstawiciel II Korpusu Polskiego przy Allied High Commission we Włoszech,
- Przeor (Baliw) polskich rycerzy maltańskich, prezes Związku Kawalerów Maltańskich w Polsce (1946–1975), kanclerz światowej organizacji Zakonu Maltańskiego,
- inicjator zbiórki pieniężnej na cele odbudowy zamku warszawskiego (1972),
- delegat Związku Rodziny Czapskich do spraw Muzeum im. Emeryka Hutten-Czapskiego w Krakowie (1962–1970). Jako taki przekazał muzeum cenne egzemplarze rycin i starodruków polskich,
- w latach 1968–1979 prezes Fundacji Rzymskiej im. Margrabiny J.S. Umiastowskiej (jego sekretarzem był wówczas Adam Broż[2]),
- jeden z inicjatorów powstania Cmentarza Polskiego w Rzymie, na którym spoczywa wraz z matką (zm. 1965).

Rodziny nie założył. Według relacji Jerzego Vetulaniego Hutten-Czapski był osobą homoseksualną.

## Najważniejsze odznaczenia
- Złoty Krzyż Zasługi (1944)[4][5],
- Złoty Krzyż Zasługi z Mieczami[5],
- Krzyż Walecznych (1944)[5],
- Wielki Oficer Orderu Korony Włoch[5],
- Wielki Oficer Orderu Zasługi Republiki Węgierskiej[5],
- Oficer Orderu Kolonialnego Gwiazdy Włoch[5],
- Kawaler Honoru i Dewocji Zakonu Maltańskiego (1933)[6]
- Baliw Krzyża Wielkiego Honoru i Dewocji Zakonu Maltańskiego (1946)[5][6],
- Baliw Krzyża Wielkiego Posłuszeństwa Zakonu Maltańskiego (1968)[6],
- Krzyż Wielki Orderu Świętego Grzegorza Wielkiego (Stolica Apostolska, 1978)[7].